# Novina (Sokolov)
Novina (németül: Grün) Sokolov településrésze Csehországban a Karlovy Vary-i kerület Sokolovi járásában. Sokolovtól 3,5 km-re délkeletre fekszik. A 2001-es népszámlálási adatok szerint 25 lakóháza és 4 lakosa van.